# Itasy (regio)
Itasy is een regio in centraal Madagaskar.  De regio grenst in het noordoosten aan Analamanga, in het zuiden aan Vakinankaratra en in het noordwesten aan Bongolava. De oppervlakte van de regio is 6993 km²  er zijn 694.381 inwoners in 2011 en hiermee is het de meest bevolkte regio van het land. De hoofdstad is Miarinarivo. 
De regio is verdeeld in drie districten  Arivonimamo, Miarinarivo, en Soavinandriana. De regio is vernoemd naar het Itasymeer, het twee na grootste meer in Madagaskar op 120 km van de hoofdstad Antananarivo.

## Toerisme
Volgens het Madagaskar Nationaal Bureau voor Tourisme (Office National de Tourism de Madagascar), ONTM gaat 60% van het binnenlandse toeristen vanuit de hoofdstad voor een korte periode naar deze regio op vakantie. Het aantal van 200 toeristen per dag kan in de vakantieperioden oplopen tot 1200 per dag. De plaats Ampefy, bij het Itasymeer is de belangrijkste toeristische plek in de regio.